# Đông Hòa (thị xã)
Đông Hòa là một thị xã cũ ven biển thuộc tỉnh Phú Yên, Việt Nam.

## Địa lý
Thị xã Đông Hòa nằm ở phía nam tỉnh Phú Yên, cách trung tâm thành phố Tuy Hòa khoảng 10 km về phía nam và cách thành phố Nha Trang khoảng 100 km về phía bắc theo Quốc lộ 1; có vị trí địa lý:
- Phía bắc giáp thành phố Tuy Hòa và huyện Phú Hòa qua sông Đà Rằng
- Phía nam giáp huyện Vạn Ninh của tỉnh Khánh Hòa và Biển Đông
- Phía tây giáp huyện Tây Hòa
- Phía đông giáp Biển Đông với chiều dài bờ biển gần 50 km kéo dài từ Đông Tác đến đảo Hòn Nưa.

Thị xã Đông Hòa có diện tích 265,62 km², dân số năm 2019 là 119.991 người, mật độ dân số đạt 452 người/km².
Đông Hòa có Quốc lộ 1 chạy qua, Quốc lộ 29 từ cảng Vũng Rô đi thị xã Buôn Hồ, tỉnh Đắk Lắk, tuyến đường sắt Bắc Nam với 2 ga Phú Hiệp và Hảo Sơn, cảng Vũng Rô ra Biển Đông, đặc biệt phía Đông giáp Biển Đông đã tạo cho thị xã một vị trí thuận lợi trong giao lưu, phát triển kinh tế xã hội với các tỉnh lân cận và phát triển kinh tế biển.
Đây cũng là địa phương có dự án Đường cao tốc Chí Thạnh – Vân Phong đi qua đang được xây dựng.

### Địa hình

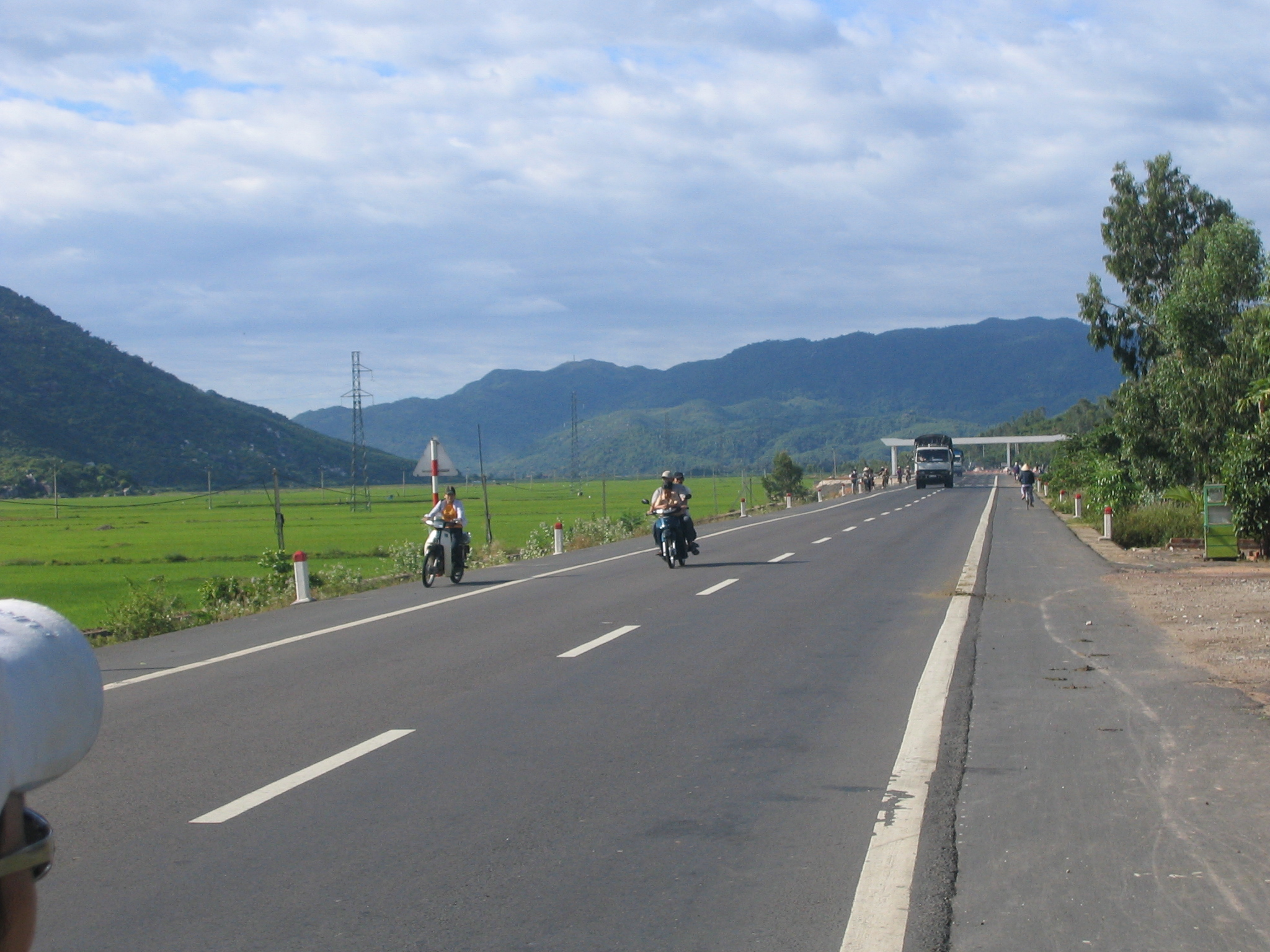
Quốc lộ 1, đoạn giáp ranh giữa 2 tỉnh Phú Yên và Khánh Hòa

Thị xã Đông Hoà mang đặc thù của đồng bằng duyên hải miền Nam Trung Bộ, dốc và thấp dần từ Tây sang Đông, có 2 dạng địa hình cơ bản sau:
- Vùng đồng bằng: Địa hình bằng phẳng nằm ở phía Bắc của huyện, thuộc dạng địa hình đồng bằng ven sông, kéo dài từ Tây sang Đông, độ chênh cao nhỏ. Phía Đông là vùng đất cát ven biển, phía Tây Bắc là vùng đất phù sa do hai con sông Đà Rằng và sông Bàn Thạch bồi đắp. Sông Bàn Thạch chảy từ Tây sang Đông qua địa bàn huyện.
- Vùng đồi núi: Nằm ở phía Nam của thị xã, kéo dài từ Tây sang Đông chiếm khá lớn diện tích tự nhiên của thị xã. Địa hình bị chia cắt khá phức tạp. Độ cao trung bình 400 m đến 500 m, độ dốc vùng núi biến động lớn.

### Thủy văn
Thị xã Đông Hòa có hai con sông lớn chảy qua đó là sông Đà Rằng và sông Bàn Thạch. Sông Bàn Thạch là một trong ba con sông lớn nhất tỉnh Phú Yên, xuất phát từ núi cao ở phía Nam và Tây Nam huyện Tây Hoà trên độ cao 1000 - 1500m. Sông có tổng chiều dài 58 km. Sông Đà Rằng là con sông dài nhất vùng duyên hải miền Trung, bắt nguồn từ tỉnh Kon Tum trên độ cao 2000 m, chảy qua thị xã theo hướng Tây Đông, có lưu vực nằm trong khu vực có lượng mưa lớn nhất tỉnh. Ngoài ra còn có hồ Đồng Khôn, đập Tân Giang, đập Đồng Lau, Biển Hồ, ba đập bổi khe suối và hệ thống nước tưới của thủy nông Đồng Cam, Biển Hồ, thuận lợi cho sản xuất nông nghiệp và nuôi trồng thủy sản.

## Hành chính
Thị xã Đông Hòa có 10 đơn vị hành chính cấp xã trực thuộc, bao gồm 5 phường: Hòa Hiệp Trung, Hòa Vinh, Hòa Hiệp Bắc, Hòa Hiệp Nam, Hòa Xuân Tây và 5 xã: Hòa Tâm, Hòa Tân Đông, Hòa Thành, Hòa Xuân Đông, Hòa Xuân Nam.
Trong đó, phường Hòa Hiệp Trung là trung tâm kinh tế, còn phường Hòa Vinh là trung tâm văn hóa - chính trị của thị xã.
Danh sách các đơn vị hành chính cấp xã của thị xã Đông Hòa
| Đơn vị hành chính cấp xã  | Phường Hòa Hiệp Trung | Phường Hòa Vinh | Phường Hòa Hiệp Bắc | Phường Hòa Hiệp Nam | Phường Hòa Xuân Tây | Xã Hòa Tâm | Xã Hòa Tân Đông | Xã Hòa Thành | Xã Hòa Xuân Đông | Xã Hòa Xuân Nam |
| ------------------------- | --------------------- | --------------- | ------------------- | ------------------- | ------------------- | ---------- | --------------- | ------------ | ---------------- | --------------- |
| Diện tích (km²)           | 13,48                 | 9,43            | 14,28               | 15,13               | 45,79               | 42,93      | 22,31           | 15,96        | 20,48            | 65,86           |
| Dân số (người)            | 21.994                | 14.700          | 9.772               | 11.196              | 12.856              | 2.671      | 11.954          | 15.546       | 12.425           | 3.966           |
| Mật độ dân số (người/km²) | 1.632                 | 1.559           | 684                 | 740                 | 281                 | 62         | 536             | 974          | 607              | 60              |
| Số đơn vị hành chính      | 8 khu phố             | 5 khu phố       | 3 khu phố           | 3 khu phố           | 5 khu phố           | 4 thôn     | 6 thôn          | 6 thôn       | 6 thôn           | 3 thôn          |
| Năm thành lập             | 2020                  | 2020            | 2020                | 2020                | 2020                | 1981       | 1981            | 1975         | 1994             | 1994            |

## Lịch sử
Trước năm 2005, Đông Hòa là phần đất phía đông của huyện Tuy Hòa cũ.
Huyện Đông Hòa được thành lập vào ngày 16 tháng 5 năm 2005 theo Nghị định số 62/2005/NĐ-CP của Chính phủ.
Khi mới tách ra, huyện Đông Hòa có 26.959 ha diện tích tự nhiên và 115.246 người, có 10 đơn vị hành chính trực thuộc gồm các xã: Hòa Thành, Hòa Tân Đông, Hòa Xuân Tây, Hòa Xuân Đông, Hòa Xuân Nam, Hòa Vinh, Hòa Tâm, Hòa Hiệp Trung, Hòa Hiệp Nam và Hòa Hiệp Bắc.
Ngày 6 tháng 8 năm 2013, chuyển 2 xã Hòa Vinh và Hòa Hiệp Trung thành 2 thị trấn có tên tương ứng, huyện lỵ của huyện Đông Hòa đặt tại thị trấn Hòa Vinh.
Ngày 26 tháng 11 năm 2019, Bộ Xây dựng ban hành Quyết định số 994/QĐ-BXD công nhận huyện Đông Hòa là đô thị loại IV.
Đến năm 2020, huyện Đông Hòa có 2 thị trấn: Hòa Vinh (huyện lỵ), Hòa Hiệp Trung và 8 xã: Hòa Hiệp Bắc, Hòa Hiệp Nam, Hòa Tâm, Hòa Tân Đông, Hòa Thành, Hòa Xuân Đông, Hòa Xuân Nam, Hòa Xuân Tây.
Ngày 22 tháng 4 năm 2020, Ủy ban Thường vụ Quốc hội ban hành Nghị quyết số 931/NQ-UBTVQH14 năm 2020 về việc thành lập thị xã Đông Hòa và các phường thuộc thị xã Đông Hòa (nghị quyết có hiệu lực từ ngày 1 tháng 6 năm 2020). Theo đó:
- Thành lập thị xã Đông Hòa trên cơ sở toàn bộ diện tích và dân số của huyện Đông Hòa.
- Chuyển 2 thị trấn: Hòa Vinh, Hòa Hiệp Trung và 3 xã: Hòa Hiệp Bắc, Hòa Hiệp Nam, Hòa Xuân Tây thành 5 phường có tên tương ứng.

Sau khi thành lập, thị xã Đông Hòa có 5 phường và 5 xã như hiện nay.

## Kinh tế - xã hội

### Kinh tế
Tốc độ tăng trưởng kinh tế trên địa bàn thị xã trung bình 3 năm gần đây là 11,37%; tỉ trọng công nghiệp, thương mại và dịch vụ trong cơ cấu kinh tế đạt 77,7%; tỉ lệ hộ nghèo chiếm 4,06%; thu nhập bình quân đầu người đạt 56,71 triệu đồng/người/năm. Tổng thu ngân sách trên địa bàn thị xã năm 2018 là 1.090,65 tỷ đồng.
Đông Hòa nổi tiếng với ngành khai thác và đánh bắt thủy sản, có cảng cá Phú Lạc tại phường Hòa Hiệp Nam đáp ứng nhu cầu neo đậu và mua bán hải sản của ngư dân trên địa bàn thị xã. Khu công nghiệp Hòa Hiệp cũng giải quyết nhu cầu lao động cho người dân trên địa bàn thị xã, kinh tế đang chuyển dịch theo hướng công nghiệp, phường Hòa Hiệp Trung là trung tâm kinh tế của thị xã nơi có mức chuyển dịch kinh tế cao nhất, được đánh giá là đô thị có tốc độ công nghiệp hóa cao nhất tỉnh Phú Yên. 
Chợ Phú Hiệp ở phường Hòa Hiệp Trung là chợ lớn nhất thị xã, có diện tích 6.200 m2 với quy mô trên 150 sạp kinh doanh cố định, hàng trăm hộ kinh doanh cá thể quanh khu vực chợ và 8 doanh nghiệp kinh doanh, cơ sở thu mua chế biến nông, lâm, thủy sản. Góp phần phục vụ nhu cầu mua bán trao đổi của người dân trong huyện.
Cảng Vũng Rô thuộc xã Hòa Xuân Nam là một cảng biển tổng hợp địa phương và chuyên dụng (cảng loại II) sâu tới 21 mét, lại có núi Đá Bia che chắn gió từ phía Đông Bắc đã tạo ra điều kiện tự nhiên lý tưởng cho cảng. Cảng hiện tại có thể tiếp nhận tàu biển trọng tải đến 10 nghìn DWT. Trong mấy năm gần đây, cảng được đầu tư xây dựng hoàn chỉnh và đi vào hoạt động ngày càng hiệu quả. Lượng hàng hóa thông qua cảng hàng năm khoảng 500.000 tấn, góp phần thúc đẩy kinh tế biển của thị xã nói riêng và của tỉnh Phú Yên nói chung. Ngoài ra Vũng Rô còn được biết đến như là một thẳng cảnh và di tích lịch sử, gắn liền với những con tàu không số, thu hút khách du lịch trong và ngoài tỉnh.

## Giáo dục
Các trường học trên địa bàn thị xã Đông Hòa bao gồm:
- 4 trường THPT: THPT Lê Trung Kiên (phường Hòa Vinh), THPT Nguyễn Văn Linh (phường Hòa Hiệp Trung), THPT Nguyễn Công Trứ (phường Hòa Xuân Tây), THPT Dân lập Lê Thánh Tôn (xã Hòa Xuân Nam) và 1 trung tâm GDTX của thị xã (phường Hòa Vinh).
- 10 trường THCS, mỗi xã, phường có 1 trường THCS.
- 15 trường tiểu học, mỗi xã, phường đều có 1 đến 2 trường Tiểu học.
- 10 trường mầm non, mỗi xã, phường đều có 1 trường mầm non.

## Y tế
Thị xã có Bệnh viện Đa khoa nằm ở phường Hòa Hiệp Trung và Trung tâm y tế dự phòng nằm ở phường Hòa Vinh.
Mỗi xã, phường đều có trạm y tế xã, phường.

## Du lịch
- Cụm Vũng Rô - Đèo Cả (Di tích tàu không số ở Vũng Rô, Đập Hàn, Hồ Hảo Sơn còn gọi Biển Hồ, Đá Bia, Bãi Tiên, Bãi Bàng, Bãi Môn, Mũi Đại Lãnh, Bãi Chùa, Hòn Nưa).
- Dinh Bà (thờ thần Thiên Y A Na diễn chúa) phía tây Biển Hồ ở xã Hòa Xuân Nam.
- Di tích Trống đồng ở phường Hòa Hiệp Trung.
- Núi Hiềm ở xã Hòa Xuân Đông.

## Hình ảnh

Hải đăng Đại LãnhHải đăng Đại Lãnh
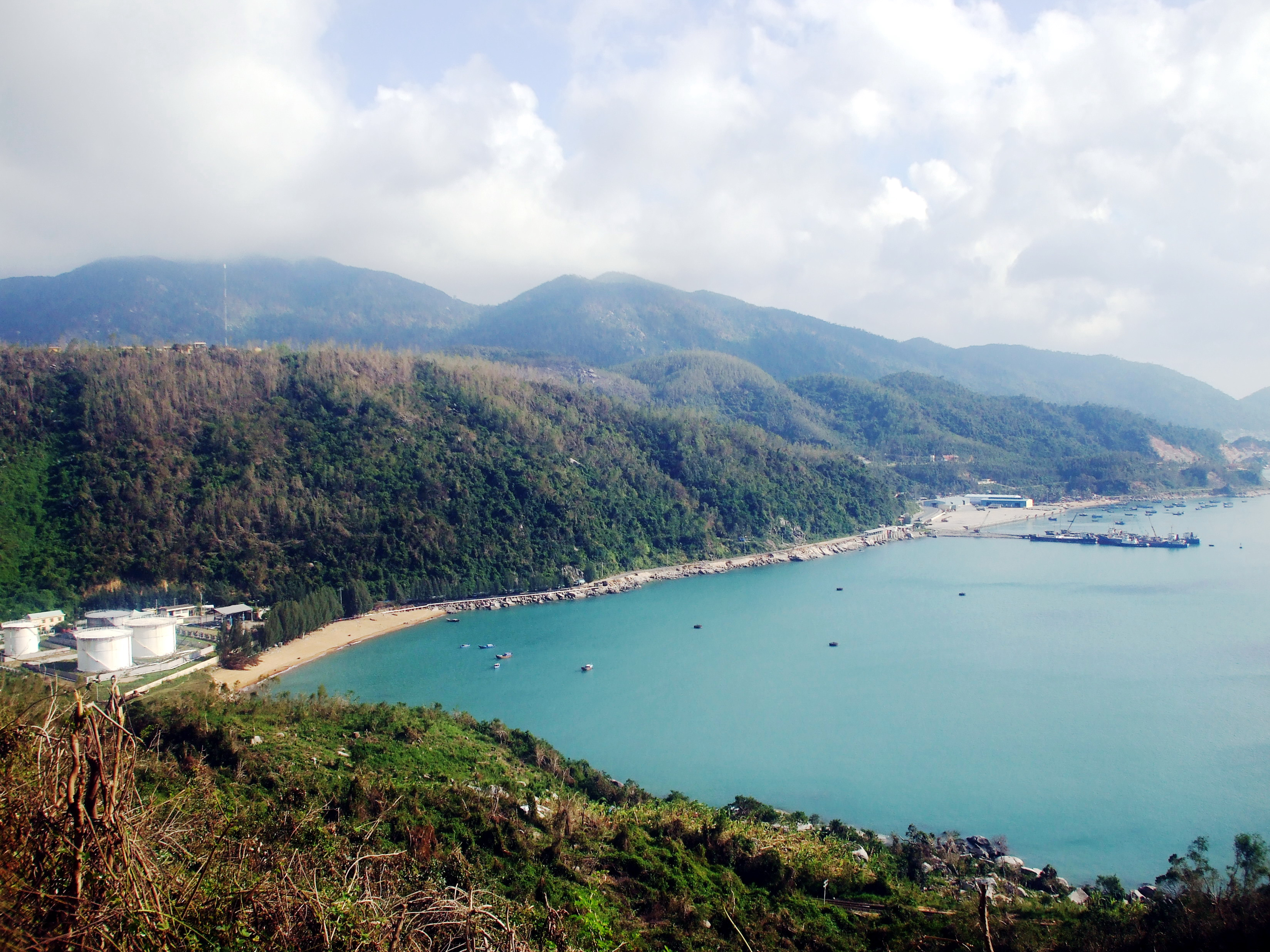
Vũng Rô
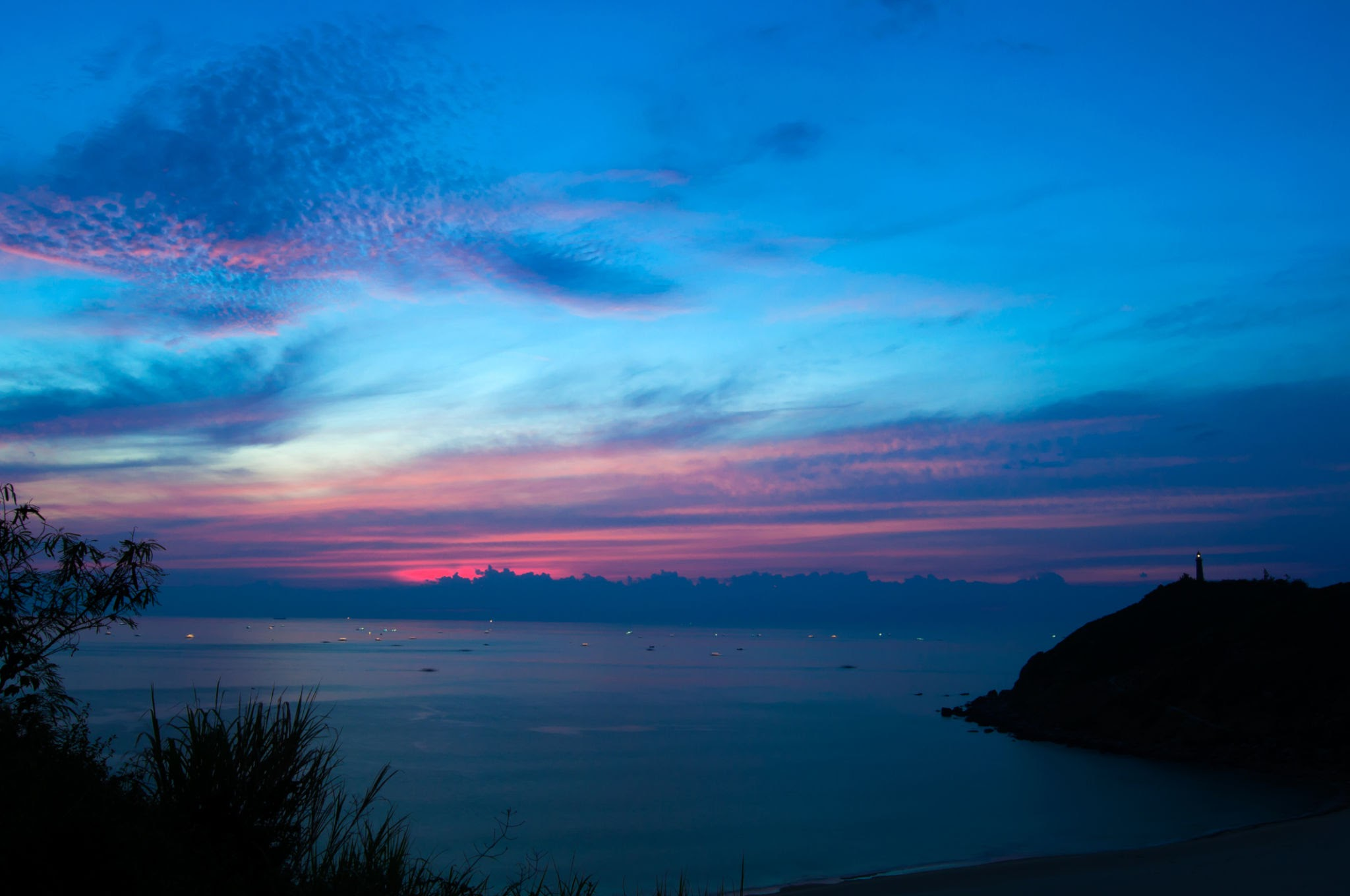
Mũi Điện